# Ienkivți, Lubnî
Ienkivți (în ucraineană Єнківці) este un sat în comuna Biivți din raionul Lubnî, regiunea Poltava, Ucraina.

## Demografie
Componența lingvistică a localității Ienkivți
     Ucraineană (98,13%)
     Rusă (1,56%)
     Alte limbi (0,31%)
Conform recensământului din 2001, majoritatea populației localității Ienkivți era vorbitoare de ucraineană (98,13%), existând în minoritate și vorbitori de rusă (1,56%).